# Emna Mizouni
Émna Mizouni, (arabiska: آمنة الميزوني); född i Tunis i Tunisien. Mizouni är en tunisisk online- och människorättsaktivist, frilansjournalist, kommunikationsexpert och affärsledare. Efter att framgångsrikt ha hjälpt till att förbereda RightsCon i Tunis, i juli 2019, tillkännagav Access Now, den internationella ideella mänskliga rättighetsgruppen för ett öppet Internet, hennes utnämning till deras globala styrelse. Hon blev utsedd till Årets Wikimedian 2019 och fick motta sitt pris på Wikimanias konferens  Stockholm i augusti 2019. Mizouni har varit med och grundat den ideella rörelsen Carthagina 2013, ett initiativ för att skapa intresse för Tunisiens kulturarv hemma och utomlands. Hon har också organiserat ett flertal Wikimediakonferenser, inklusive den första wikiarabiska, och på ett inspirerat sätt utfört viktiga ledningsuppdrag inom Wikimedia-rörelsen.